# Еліза Майнарді
Елі́за Майна́рді (італ. Elisa Mainardi; 27 липня 1930, Рим, Італія — 8 травня 2016, там же) — італійська акторка.

## Біографія
Еліза Майнарді народилася 27 липня 1930 року в Римі, Італія. Закінчила школу драми П'єтро Шароффа в Римі. Дебютувала у фільмі «Донька змушена» (італ. La Figlia del Forzato, 1953, реж. Гаетано Аматі). Дебют Майнарді на театральній сцені відбувся у 1956 році в постановці Оттавіо Спадаро «Корупція в будівлі суду», за що акторка відразу ж отримала  за свою роль визнання критиків.
Яскрава виразна зовнішність Елізи Майнарді, її майстерність перевтілення, гостра характерність привернули увагу до акторки Федеріко Фелліні. Вона стала однією з улюблених видатного італійського режисера, знявшись у його фільмах «Сатирикон» (1969), «Рим» (1972), «Казанова Федеріко Фелліні» (1977), «І корабель пливе…» (1983). Майнарді також з успіхом виконувала ролі другого плану в комедіях і драмах відомих італійських режисерів Маріо Монічеллі, Діно Різі, Пупі Аваті, Альберто Сорді, Нанні Лоя, знявшись загалом за час своєї акторської кар'єри майже у 80-ти фільмах. З 1961 року Майнарді активно знімалася на телебаченні.
Елізи Майнарді померла 8 травня 2016 року в Римі (Італія) у віці 85 років.

## Фільмографія (вибіркова)
| Рік  |   | Українська назва                    | Оригінальна назва                              | Роль                                |
| ---- | - | ----------------------------------- | ---------------------------------------------- | ----------------------------------- |
| 1953 | ф | Донька змушена                      | La figlia del forzato                          |                                     |
| 1961 | ф | Вендета                             | La Vendetta                                    | донька Бастії                       |
| 1964 | ф | Злочин на двох                      | Crimine a due                                  | жінка, яка послала анонімний лист   |
| 1967 | ф | Забезпечити дівчиною                | Assicurasi Vergine                             | Дора                                |
| 1969 | ф | Сатирикон Фелліні                   | Fellini - Satyricon                            | Аріанна                             |
| 1969 | ф | Женабель                            | Zenabel                                        | Amica di Zenabel / подруга Женабель |
| 1970 | ф | Ніні Тірабушо                       | Ninì Tirabusciò: la donna che inventò la mossa |                                     |
| 1972 | ф | Око в лабіринті                     | L'Occhio nel labirinto                         | директор дитячого будинку           |
| 1972 | ф | Мій дорогий вбивця                  | Mio caro assassino                             | служниця в будинку Моронія          |
| 1972 | ф | Рим                                 | Roma                                           | дружина фармацевта / кіноглядачка   |
| 1973 | ф | Секретний щоденник жіночої в'язниці | Diario segreto da un carcere femminile         | тюремна матрона                     |
| 1974 | ф | Збільшення долі                     | Il Piatto piange                               |                                     |
| 1976 | ф | Червона гвоздика                    | Il Garofano rosso                              |                                     |
| 1976 | ф | Казанова Федеріко Фелліні           | Il Casanova di Federico Fellini                | гостя                               |
| 1978 | ф | Залізний комісар                    | Il Commissario di ferro                        | консьєржка                          |
| 1979 | ф | Одержима дияволом                   | Malabimba                                      | медіум                              |
| 1979 | ф | Тигри в губній помаді               | Letti selvaggi                                 | жінка в потягу                      |
| 1980 | ф | Спокійні сільські жінки             | Tranquille donne di compagna                   | Нена                                |
| 1980 | ф | Тераса                              | La Terrazza                                    |                                     |
| 1980 | ф | Я і Катерина                        | Io e Caterina                                  | Тереза, офіціантка                  |
| 1981 | ф | Маркіз дель Грілло                  | Il Marchese del Grillo                         | дружина Гасперіно                   |
| 1983 | ф | І корабель пливе…                   | E la nave va                                   | Тереза Валеньянї                    |
| 1990 | ф | Жовта зона                          | Area gialla                                    |                                     |
| 1990 | ф | Дивна хвороба                       | Il Male oscuro                                 |                                     |
| 1993 | ф | Час повернення                      | Il Tempo del ritorno                           |                                     |